# Benediktionsloggia
Benediktionsloggia kaldes balkonen i facaden på en katedral, hvorfra en pave eller en biskop velsigner skarer af troende.
Peterskirkens benediktionsloggia vender ud mod Peterspladsen og er berømt. Herfra præsenteres en nyvalgt pave for første gang efter en afholdt konklave. Herfra udtaler paven også Urbi et orbi, en hilsen paven udtaler i forbindelse med jul og påske. I Rom er det ikke kun Peterskirken der har en benediktionsloggia, der findes også en i Laterankirkens og Santa Maria Maggiores facader.